# Tausend Gramm
Tausend Gramm ist eine Kurzgeschichtenanthologie, in der Werke wichtiger Autoren der Kahlschlagliteratur gesammelt sind. Das Buch wurde im Jahr 1949 von Wolfgang Weyrauch im Rowohlt-Verlag herausgegeben.

## Inhalt und Bedeutung
Tausend Gramm gilt als eines der wichtigsten Werke der kurzen Strömung, die man Kahlschlagliteratur nennt. Neben den eigentlichen Werken der zu dieser Zeit tätigen Autoren sind fünf Modellgeschichten aus der deutschen Literatur des 18. und 19. Jahrhunderts enthalten. Anhand dieser Modellgeschichten lassen sich Gemeinsamkeiten und Unterschiede zwischen der literarischen Tradition und den dreißig neuen deutschen Geschichten aufzeigen.
Inhaltlich werden die für die Literatur der unmittelbaren Nachkriegszeit typischen Themen behandelt. Traumatische Erlebnisse an der Front, in den Konzentrationslagern und in der Heimat während des Zweiten Weltkrieges werden thematisiert. Das Leben in den zerstörten Städten während des Kriegs und danach wird meist aus der Perspektive der einfachen Bevölkerung charakterisiert. Die Geschichten stehen oft in einem Spannungsfeld zwischen Nihilismus und vorsichtigem Optimismus. Die Annäherung an die Geschichte findet nach sprachlichen Gesichtspunkten meist einfach und schnörkellos statt.

## Wolfgang Weyrauchs Nachwort
Ebenso bedeutend wie die einzelnen literarischen Beiträge ist Weyrauchs Nachwort zur Anthologie, in dem er das Grundkonzept der Kahlschlagliteratur skizziert. Die folgenden wichtigen Punkte sind erwähnenswert:
- Es muss zwei Literaturen geben. Die eine ist eine Literatur für Jedermann mit einem Anspruch auf Perfektion. Die andere ist eine experimentelle, die die Literatur der Zukunft einleitet. Dichtung, die nur für sich selbst da ist, kann keine Dichtung sein.
- Wichtig für den Fortbestand der Literatur ist der Dialog über sie. Mit Tausend Gramm will Weyrauch Diskussionsanstöße geben.
- Die Literatur befindet sich, ebenso wie die Wirklichkeit, in einem verschlungenen und finsteren Dickicht. Die Autoren müssen durch ihr Schaffen dieses Dickicht zurückschlagen und das Böse aus dem Menschen filtrieren. Diese Literatur kann aber nur von Menschen geschaffen werden, die sich der Gefallsucht, der Eremitage und der Menschenverachtung entsagen.
- Die Literatur des Kahlschlag fängt in Sprache, Substanz und Konzeption von vorne an. Damit sieht sie sich als Gegenpol zur Weiterführung der literarischen Kalligraphie. „Dichter schreiben Wahrheiten“ (nach Elisabeth Langgässer). Diese Wahrheit erfolgt aber auf Kosten der Poesie. Schönheit ohne Wahrheit ist unmöglich, aber Wahrheit ohne Schönheit ist notwendig. Wichtig in diesem Streben nach Wahrheit ist das Stilmittel der Wiederholung, denn wer nicht wiederholt, irrt sich.
- Der Betrachtungswinkel der Kahlschlagliteratur ist nicht deskriptiv, sondern analytisch. Die Literatur soll die Wahrheit röntgen, um sie genau erfassen zu können.
- In das Dickicht der Nachkriegswirren haben internationale Autoren bereits „Wegweiser“ gebaut. Die neue deutsche Literatur muss sich aber von diesen Wegweisern emanzipieren, um anerkannt zu werden. Literatur ist autochthon, jedoch gleichzeitig verpflichtet.

## Enthaltene Werke

### Fünf Modellgeschichten
- Friedrich Hebbel: Die Kuh
- Heinrich von Kleist: Der neue (glücklichere) Werther
- Guy de Maupassant: Auf See
- Anton Tschechow: Der Tod des Beamten
- Johann Peter Hebel: Merkwürdige Schicksale eines jungen Engländers

### Dreißig neue deutsche Geschichten
- Bruno Hampel: Das mit dem Mais
- Henri Johansen: Aussatz der Erde
- Franz Joseph Schneider: Es kam der Tag
- Gerd Behrendt: Geburtstagsfeier
- Walter Kolbenhoff: Das Katapult und die Pauke
- Wolfgang Weyrauch: Es war ein Flügelschlagen
- Johann Schuh: Die Schwalben überm Bett
- Luise Rinser: Die rote Katze
- Herbert Roch: Tausend Gramm
- Marieluise Fleisser: Die Stunde der Magd
- Alfred Andersch: Die Treue
- Helmuth Schwabe: Jenseits der Brücke
- Eduard Zak: Das Telegramm
- Heinz Rusch: Das Paar
- Werner Stelly: Die da, mit den grauen Haaren
- Gerhart Pohl: Sohn der Prophezeiung
- Arnold Weiss-Rüthel: Die Erschießung des Bibelforschers
- Wolfgang Grothe: Der Totenkongress
- Richard Drews: Der andere Kopf
- Ernst Kreuder: Das Wasserhäuschen
- Ernst Schnabel: Der dunkle Engel
- Günther Weisenborn: Zwei Männer
- Alfred Dreyer: Hoffnung
- Kurt Kusenberg: Blut und Sterne
- Rolf Schroers: Überraschung auf dem Heimweg
- Alfred Reinhold Böttcher: Mütterliche Passion
- Annemarie Auer: Die Lossprechung
- Gustav Schenk: Die letzten Geschichten
- Anton Betzner: Das Vermächtnis
- August Scholtis: Katharina Rospor
- Wolfgang Weyrauch: Nachwort